# کیم استانلی رابینسون
کیم استنلی رابینسون (به انگلیسی: Kim Stanley Robinson) (زاده ۱۹۵۲)، نویسندهٔ آمریکایی است.
اولین داستانش «بازگشت به دیکسی‌لند» نام داشت، قبل از این‌که PhD خود را در زمینهٔ زبان انگلیسی در سال ۱۹۸۲ در کالیفرنیا بگیرد، بیش از ۱۰ داستان به چاپ نرسانده بود.
کیم در سال ۱۹۸۴ با انتشار اولین رمانش «کرانهٔ وحشی» مشهور شد. از آثار مشهور علمی-تخیلی سخت او می‌توان به سه‌گانه رمانِ مریخ سرخ، مریخ سبز و مریخ آبی نام برد که اولی در سال ۱۹۹۲ نوشته شد، در سال ۱۹۹۳ جایزه نبولا را از آن خود کرد، دومی در سال ۱۹۹۳ منتشر شد و نبولای ۱۹۹۴ را از آن خود کرد. محور اصلی سریال مریخ، تغییر شکل و همانندسازی (کلونینگ) است.

## کتابشناسی
- «کرانهٔ وحشی» (۱۹۸۴ اولین رمان)
- رمانِ سه‌گانه :
  - «مریخ سرخ» (۱۹۹۲)
  - «مریخ سبز» (۱۹۹۳)
  - «مریخ آبی»